# Anne-Marie Tausch
Anne-Marie Tausch (* 7. Mai 1925 in Berlin als Anne-Marie Habeck; † 27. Juli 1983) war eine deutsche Psychologieprofessorin.
Sie und ihr Mann Reinhard Tausch waren ab Mitte der 1960er Jahre am Psychologischen Institut III der Universität Hamburg tätig. Das Paar war seit 1954 verheiratet. Beide konnten jahrzehntelange Erfahrungen in Praxis, Lehre und Forschung auf dem Gebiet der Erziehung, des Unterrichts und der Psychotherapie sammeln. Bekannt wurde das Ehepaar unter anderem durch die Verbreitung der Gesprächspsychotherapie im deutschen Sprachraum. Auch in der DDR stieß ihre Arbeit auf großes Interesse. Zu Kontakten kam es ab Ende der 1960er Jahre. Um die ostdeutschen Forscher Johannes Helm und Inge Frohburg zu unterstützen, wurden Tonbandaufnahmen von Psychotherapiesitzungen in die DDR geschmuggelt. Auf einem internationalen Psychologen-Kongress musste ein Film über Gruppenpsychotherapie erzwungenermaßen zweimal gezeigt werden, das zweite Mal in Leipzigs vollbesetztem größtem Kino morgens um 6 Uhr.
Aus der Ehe gingen drei Töchter hervor, darunter die Psychologin und Psychotherapeutin Daniela Tausch.
Anne-Marie Tausch starb 1983 im Alter von 58 Jahren an den Folgen einer Krebserkrankung. Sie ruht gemeinsam mit ihrem Mann auf dem Hamburger Friedhof Volksdorf.
Die Berufsbildende Schule Anne-Marie Tausch in Wolfsburg wurde nach ihr benannt.

## Schriften
Anne-Marie Tausch veröffentlichte, teilweise gemeinsam mit ihrem Mann, zahlreiche Bücher, die immer wieder neu aufgelegt wurden:
- Erziehungspsychologie. Begegnung von Person zu Person. 11. Auflage. Hogrefe, 1998, ISBN 3-8017-1000-9.
- Gesprächspsychotherapie. 9. Auflage. Hogrefe, 1990, ISBN 3-8017-0417-3.
- Sanftes Sterben. Was der Tod für das Leben bedeutet. Rowohlt Tb., 1991, ISBN 3-499-18843-0.
- Gespräche gegen die Angst. 12. Auflage. Rowohlt Tb., 1997, ISBN 3-499-18375-7.
- Wege zu uns und anderen. 9. Auflage. Rowohlt Tb., 1988, ISBN 3-499-18403-6.